# Lijst van burgemeesters van Hoogezand
Dit is een lijst van burgemeesters van de voormalige Nederlandse gemeente Hoogezand in de provincie Groningen. Hoogezand is in 1949 samengegaan met Sappemeer in de nieuwe gemeente Hoogezand-Sappemeer.
| Ambtsperiode | Naam burgemeester                 | Partij of stroming | Bijzonderheden                                                                                        |
| ------------ | --------------------------------- | ------------------ | --- |
| 1808 - 1811  | Martinus Themmen                  |                    | |
| 1811 - 1816  | Heere Sijtzes Calkema             |                    | |
| 1816 - 1840  | Cornelis Everts Borst             |                    | |
| 1841 - 1849  | mr. Johan Rengers Hora Siccama    |                    | op 16 december 1876 werd hij jonkheer                                                                 |
| 1850 - 1856  | mr. Menno Jan ter Haseborg        |                    | |
| 1856 - 1866  | Johannes Jacob Bleeker            |                    | |
| 1866 - 1878  | Ipe Annes Hooites                 |                    | |
| 1878 - 1889  | Johannes Jacobus Govert Hennequin |                    | overleden 10 december 1889                                                                            |
| 1890 - 1926  | Isaac Antoni van Roijen           | Liberaal           | |
| 1926 - 1937  | Derk Bartels                      | SDAP               | overleden 30 april 1937                                                                               |
| 1937 - 1942  | Jan Tuin                          | SDAP               | |
| 1942 - 1945  | G.G. Spoelstra                    | NSB                | |
| 1945 - 1946  | Jan Tuin                          | SDAP/PvdA          | werd gedeputeerde van de provincie Groningen                                                          |
| 1946 - 1949  | Hendrik de Wit                    | SDAP/PvdA          | was burgemeester van Wildervank, werd burgemeester van de nieuw gevormde gemeente Hoogezand-Sappemeer |